# Savignac-les-Églises
Savignac-les-Églises – miejscowość i gmina we Francji, w regionie Nowa Akwitania, w departamencie Dordogne.
Według danych na rok 1990 gminę zamieszkiwały 853 osoby, a gęstość zaludnienia wynosiła 39 osób/km² (wśród 2290 gmin Akwitanii Savignac-les-Églises plasuje się na 492. miejscu pod względem liczby ludności, natomiast pod względem powierzchni na miejscu 465.).